# Relações entre Chipre e Noruega
Este artigo pretende reunir informações sobre relações que ocorrem entre Chipre e Noruega. O governo de Chipre considera que "as relações bilaterais entre Chipre e Noruega são excelentes em todos os campos".

## Relações diplomáticas
Nenhum país tem embaixadores residentes. Chipre está representado na Noruega, através da sua embaixada em Estocolmo (Suécia) e 2 consulados honorários (em Kristiansand e Oslo). A Noruega é representada em Chipre através da sua embaixada em Atenas (Grécia) e um consulado honorário em Nicósia (também na Grécia). Ambos os países são membros titulares do Conselho da Europa. As relações diplomáticas foram estabelecidas em 22 de março de 1963.

## Assistência norueguesa
A Noruega concede financiamento direto ao Governo cipriota e também às autoridades locais, ONGs e instituições de ensino. Em 2006, a Noruega aumentou o seu compromisso de oferecer uma contribuição total de 4,66 milhões de euros nos anos que antecederam a 2009.

## Expatriados noruegueses em Chipre
Os níveis de tributação em Chipre são consideravelmente mais baixos do que na Noruega, e Chipre têm cortejado ativamente noruegueses com renda muito alta para ir para Chipre. Entre os noruegueses que se mudaram para o Chipre inclui-se o bilionário John Fredriksen, que era o homem mais rico da Noruega. Taxas de imposto benéficos também têm atraído empresas, incluindo a empresa Prosafe, para mudar a sede para Chipre.
Vários aposentados noruegueses também se mudaram para Chipre, isso também é em grande parte se beneficiarem com taxa de impostos sobre Chipre, que é apenas um terço do que a taxa na Noruega.